# Carlos Marquerie
Carlos Marquerie (Madrid, 1954) es un dramaturgo, director de escena, pintor, escenógrafo e iluminador español.

## Biografía
Fundó la compañía La Tartana Teatro en 1977. De 1981 a 1985 coordinó el Encuentro Internacional de Teatro en la Calle, en Madrid. En 1988, dirigió con Esteve Graset los Encuentros de Teatro Contemporáneo de Murcia. En 1985 y 1986 dirigió Movimiento Producción y Servicios Teatrales. En 1990, fundó con Juan Muñoz el Teatro Pradillo, en Madrid. En 1996 dejó el Teatro Pradillo y La Tartana Teatro, creando la Compañía Lucas Cranach.

## Premios
- 1988 - Premio Ícaro de Teatro de Diario 16.[5]
- 2015 - Finalista del Premio Max al mejor diseño de iluminación por Bosque Ardora.[6]
- 2017 - Premio Max al mejor diseño de iluminación por Caída del cielo.[7]
- 2022 - Finalista del Premio Max al mejor diseño de iluminación por Acciones sencillas.[8]
- 2023 - Finalista del Premio Max al mejor diseño de iluminación por Oro negro.[9]

## Obras
- Entre las brumas del cuerpo
- Maternidad y osarios
- El temblor de la carne
- 2004 (tres paisajes, tres retratos y una naturaleza muerta)
- El rey de los animales es idiota